# Acidente do Embraer EMB-121 prefixo PP-EHJ em 1997
O acidente do Embraer EMB-121 prefixo PP-EHJ em 1997 ocorreu na noite de 1 de outubro de 1997, quando um EMB-121 Xingu caiu enquanto tentava pousar no Aeroporto de Chapecó, transportando médicos de Porto Alegre. Todos os 7 ocupantes morreram ao impacto.

## Aeronave e tripulação
A aeronave era um Embraer EMB-121 "Xingu", prefixo PP-EHJ, tendo realizado seu primeiro voo em 1980. A última inspeção da aeronave havia sido realizada em agosto e a manutenção estava em dia. O piloto em comando era José Eduardo Dutra Reis, de 43 anos, possuindo 5.500 horas de voo, incluindo 288 no EMB-121. O copiloto era Paulo César Reimbrecht, com 4.254 horas de voo, incluindo 320 horas no EMB-121.
Os passageiros eram médicos que estavam indo à Chapecó para retirar órgãos de um paciente internado falecido por morte cerebral. Os médicos eram: Marcos Stedile, 28 anos; André Augusto Barrionuevo, 29 anos; Jean Kolmann, 31 anos; Jack son Ávila, 27 anos e Cláudio Lança, 29 anos.

## Acidente
A aeronave decolou do Aeroporto Internacional de Porto Alegre às 20:04, com chegada prevista ao Aeroporto de Chapecó às 21:30. O clima no aeroporto de Chapecó era sob forte chuva, operando sob condições de voo por instrumentos. Decorridos 52 minutos de voo, os pilotos informaram que estavam a 10 minutos do bloqueio do NDB XPC. Posteriormente, iniciaram o procedimento ECHO 1 para a pista 29. Não obtendo contato visual com a pista, reportaram arremetida na aproximação final.
Havia outra aeronave no circuito de tráfego realizando o procedimento ECHO 2 para a outra cabeceira, pista 11. Essa aeronave obteve contato visual e realizou o pouso normalmente. Os pilotos reportaram a curva base e a aproximação final, quando foram informados pela Rádio Chapecó das condições de vento e teto, bem como da existência de pancadas de chuva sobre o aeródromo.
Às 21:40, enquanto a aeronave realizava uma outra tentativa de pouso, acabou colidindo com árvores de 10 a 15 m de altura, a cerca de 2,5 km da pista 29, pegando fogo na asa esquerda, mas apagado pela chuva. Inicialmente, seis ocupantes morreram devido ao impacto da aeronave com o solo. Cláudio Lança ainda foi encontrado com vida pelas equipes de resgate, mas acabou falecendo a caminho do hospital devido aos graves ferimentos.

## Investigação
A investigação foi realizada pelo Centro de Investigação e Prevenção de Acidentes Aeronáuticos (CENIPA). Foram encontrados indícios que na hora da queda, os motores estavam quase em potência máxima e não havia angulação das asas, como se estivesse ocorrendo um estol. Segundo alguns pilotos que operam na região, existe uma rodovia próxima à pista 29, onde há um motel cuja iluminação avermelhada assemelhava-se às luzes de cabeceira da pista de pouso. Tal fato pode ter colaborado para uma possível ilusão dos tripulantes quanto ao correto posicionamento da cabeceira da pista. Como a aeronave não apresentou nenhum problema técnico, é pouco provável a ocorrência de um estol.
A investigação concluiu que os pilotos provavelmente apresentaram ansiedade na hora do pouso, devido a arremetida e as condições climáticas, fator que pode ter contribuído ao acidente.